# Золотий м'яч 2008
«Золотий м'яч 2008»

2 грудня 2008
Найкращий футболіст світу: 
 Кріштіану Роналду
 (вперше)

← 2007 * Золотий м'яч * 2009 →
Золотий м'яч 2008 року — 53-тє щорічне вручення нагороди найкращому футболісту світу за підсумками опитування від журналу «Франс Футбол». Церемонія нагородження відбулася 2 грудня 2008 року. Переможцем став Кріштіану Роналду, розпочавши епоху домінування пари Мессі — Роналду в «Золотому м'ячі», що триватиме 10 років.

## Процедура голосування
Починаючи з 2007 року в число претендентів на «Золотий м'яч» входять представники усіх країн та футбольних ліг світу.
Кількість респондентів не змінилася у порівнянні з минулим роком, окрім усіх представників УЄФА, участь в опитуванні також взяли представники тих країн з інших континентів, футбольні збірні яких хоча б раз брали участь у фінальному турнірі чемпіонату світу.
Загалом в опитуванні взяли участь 96 спортивних журналістів, зокрема:
- 53 представники від футбольних асоціацій Європи, а саме: Австрії, Андорри, Азербайджану, Албанії, Англії, Бельгії, Білорусі, Болгарії, Боснії, Вірменії, Греції, Грузії, Данії, Естонії, Ізраїля, Ірландії, Ісландії, Іспанії, Італії, Казахстану, Кіпру, Латвії, Ліхтенштейну, Литви, Люксембургу, Македонії, Мальти, Молдови, Нідерландів, Німеччини, Норвегії, Північної Ірландії, Польщі, Португалії, Румунії, Росії, Сан-Марино, Сербії, Словаччини, Словенії, Туреччини, Угорщини, Уельсу, України, Фарерських островів, Фінляндії, Франції, Хорватії, Чехії, Чорногорії, Швейцарії, Швеції та Шотландії;

- 13 представників Африки, а саме: Алжиру, Анголи, Гани, ДР Конго, Єгипту, Камеруну, Кот-д'Івуару, Марокко, Нігерії, ПАР, Сенегалу, Того та Тунісу;

- 10 представників зони КОНКАКАФ, а саме: Гаїті, Гондурасу, Канади, Коста-Рики, Куби, Мексики, Сальвадору, США, Тринідад і Тобаго та Ямайки;

- 9 представників Південної Америки, а саме: Аргентини, Болівії, Бразилії, Еквадору, Колумбії, Парагваю, Перу, Уругваю та Чилі;

- 9 представників Азії, а саме: Іраку, Ірану, Китаю, Кувейту, Південної Кореї, Північної Кореї, ОАЕ, Саудівської Аравії та Японії;

- 2 представники Океанії, а саме: Австралії та Нової Зеландії.

Перед проведенням опитування журналістами «Франс Футбол» був складений попередній список із 30 претендентів на нагороду (у 2008 році його було скорочено з 50 до 30).
Кожен із членів журі обирав п'ятьох футболістів, які, на його думку, є найкращими гравцями світу. За перше місце нараховували 5 очок, за друге — чотири, за третє — три, за четверте — два, за п'яте — одне очко. Переможець максимально міг отримати 480 очок.
Представник від України (спортивний журналіст Ігор Лінник) включив у свою анкету наступних гравців: 1-ше місце — Хаві; 2-ге — Кріштіану Роналду; 3-тє — Ліонель Мессі; 4-те — Френк Лемпард; 5-те — Маркос Сенна.
Результати голосування були опубліковані 2 грудня 2008 року в журналі France Football (№ 3269).

## Підсумки голосування
Володарем нагороди став 23-річний португальський атакувальний півзахисник клубу «Манчестер Юнайтед» Кріштіану Роналду, який у тому ж році у складі свого клубу став переможцем Ліги чемпіонів, а також найкращим гравцем та бомбардиром турніру.
Друге місце посів аргентинський нападник «Барселони» Ліонель Мессі, третє — нападник «Ліверпуля», чемпіон Європи у складі збірної Іспанії Фернандо Торрес.
Це перший з п'яти виграних Кріштіану Роналду «Золотих м'ячів». Перемога Кріштіану Роналду поклала початок десятирічному домінуванню між португальцем та Ліонелем Мессі, що зрештою призвело до інтенсивного суперництва між ними. Обидва футболісти завоювали по п'ять трофеїв «Золотий м'яч» до того, як у 2018 році хорват Лука Модрич зумів перервати це домінування.
Кріштіану Роналду став третім португальським гравцем в історії, після Еусебіу (1965) та Луїша Фігу (2000), який виграв цей трофей.
| Місце | Гравець            | Клуб              | Країна      | Очки | %      | Місця | Місця | Місця | Місця | Місця | К-ть голосів |
| Місце | Гравець            | Клуб              | Країна      | Очки | %      | 1-ше  | 2-ге  | 3-тє  | 4-те  | 5-те  | К-ть голосів |
| ----- | ------------------ | ----------------- | ----------- | ---- | ------ | ----- | ----- | ----- | ----- | ----- | ------------ |
| 1     | Кріштіану Роналду  | Манчестер Юнайтед | Португалія  | 446  | 92.9 % | 77    | 11    | 4     | 1     | 3     | 96           |
| 2     | Ліонель Мессі      | Барселона         | Аргентина   | 281  | 58.5 % | 6     | 33    | 27    | 14    | 10    | 90           |
| 3     | Фернандо Торрес    | Ліверпуль         | Іспанія     | 179  | 37.3 % | 5     | 13    | 24    | 9     | 12    | 63           |
|       |                    |                   |             |      |        |       |       |       |       |       |              |
| 4     | Ікер Касільяс      | Реал Мадрид       | Іспанія     | 133  | 27.7 % | 2     | 16    | 12    | 8     | 7     | 45           |
| 5     | Хаві               | Барселона         | Іспанія     | 97   | 20.2 % | 3     | 9     | 4     | 15    | 4     | 35           |
| 6     | Андрій Аршавін     | Зеніт             | Росія       | 64   | 13.3 % |       | 3     | 4     | 10    | 20    | 37           |
| 7     | Давід Вілья        | Валенсія          | Іспанія     | 55   | 11.5 % | 1     | 2     | 4     | 10    | 10    | 27           |
| 8     | Кака               | Мілан             | Бразилія    | 31   | 6.5 %  |       | 4     | 2     | 4     | 1     | 11           |
| 9     | Златан Ібрагімович | Інтер             | Швеція      | 30   | 6.3 %  |       | 1     | 4     | 5     | 4     | 14           |
| 10    | Стівен Джеррард    | Ліверпуль         | Англія      | 28   | 5.8 %  |       | 2     | 2     | 5     | 4     | 13           |
|       |                    |                   |             |      |        |       |       |       |       |       |              |
| 11    | Маркос Сенна       | Вільярреал        | Іспанія     | 16   | 3.3 %  | 1     |       | 2     | 1     | 3     | 7            |
| 12    | Еммануель Адебайор | Арсенал           | Того        | 12   | 2.5 %  |       | 1     |       | 2     | 4     | 7            |
| 13    | Вейн Руні          | Манчестер Юнайтед | Англія      | 11   | 2.3 %  |       |       | 1     | 2     | 4     | 7            |
| 14    | Серхіо Агуеро      | Атлетіко          | Аргентина   | 10   | 2.1 %  |       | 1     | 1     | 1     | 1     | 4            |
| 15    | Френк Лемпард      | Челсі             | Англія      | 8    | 1.7 %  |       |       |       | 4     |       | 4            |
| 16    | Франк Рібері       | Баварія           | Франція     | 7    | 1.5 %  |       |       | 1     | 1     | 2     | 4            |
| 17    | Самюель Ето'о      | Барселона         | Камерун     | 6    | 1.3 %  |       |       | 1     | 1     | 1     | 3            |
| 18    | Джанлуїджі Буффон  | Ювентус           | Італія      | 5    | 1 %    | 1     |       |       |       |       | 1            |
| 19    | Сеск Фабрегас      | Арсенал           | Іспанія     | 4    | 0.8 %  |       |       | 1     |       | 1     | 2            |
| 19    | Міхаель Баллак     | Челсі             | Німеччина   | 4    | 0.8 %  |       |       |       | 1     | 2     | 3            |
| 21    | Неманя Видич       | Манчестер Юнайтед | Сербія      | 3    | 0.6 %  |       |       | 1     |       |       | 1            |
| 21    | Дідьє Дрогба       | Челсі             | Кот-д'Івуар | 3    | 0.6 %  |       |       | 1     |       |       | 1            |
| 21    | Серхіо Рамос       | Реал Мадрид       | Іспанія     | 3    | 0.6 %  |       |       |       | 1     | 1     | 2            |
| 24    | Едвін ван дер Сар  | Манчестер Юнайтед | Нідерланди  | 2    | 0.4 %  |       |       |       | 1     |       | 1            |
| 24    | Руд ван Ністелрой  | Реал Мадрид       | Нідерланди  | 2    | 0.4 %  |       |       |       |       | 2     | 2            |

Крім того, 5 футболістів були номіновані, але не отримали жодного очка, зокрема:
| Гравець             | Клуб          | Країна     |
| ------------------- | ------------- | ---------- |
| Карім Бензема       | Ліон          | Франція    |
| Рафаел ван дер Варт | Реал Мадрид   | Нідерланди |
| Юрій Жирков         | ЦСКА (Москва) | Росія      |
| Пепе                | Реал Мадрид   | Португалія |
| Лука Тоні           | Баварія       | Італія     |

## Цікаві факти
- Розподіл по амплуа серед 25 футболістів згаданих в анкетах наступний: 3 воротарі, 2 захисники, 10 півзахисників та 10 нападників.
- З 25 гравців згаданих в анкетах 19 представляли Європу, по 3 — Південну Америку та Африку.
- Кріштіану Роналду став 42-м футболістом володарем нагороди «Золотий м'яч».
- Усі 96 респондентів включили Кріштіану Роналду у свої анкети, 77 з них на перше місце. Останнім переможцем опитування, який був відмічений в усіх анкетах респондентів був Жан-П'єр Папен у 1991 році.
- Кріштіану Роналду набрав 92,91 % очок (446 з 480), що стало десятим показником в історії «Золотого м'яча». Абсолютний рекорд на той час належав Мішелю Платіні — 98,46 % (128 зі 130).
- Кріштіану Роналду вп'яте потрапив у підсумковий залік опитування. У 2004 році португальський гравець набравши 11 очок посів 12 місце, у 2005 посів 20 місце (3 очки), у 2006 — 14 місце (5 очок) та у 2007 — 2 місце (277 очок).
- Також це другий подіум для Кріштіану Роналду з 12-ти загалом за його кар'єру.
- З цією перемогою Кріштіану Роналду почалося домінуванням Мессі та Роналду, які протягом 10 років завоювали по 5 трофеїв. Лише у 2018 році хорват Лука Модрич зумів перервати це домінування.
- Представник Португалії втретє виграв трофей «Золотий м'яч». Лідерами за кількістю трофеїв залишалися Німеччина та Нідерланди — по 7, у Франції було 6 нагород, Італії, Англії та Бразилії — по 5, в Іспанії, Португалії та СРСР — було по 3 нагороди.
- 25 згаданих в анкетах футболістів представляли 15 країн, зокрема: Іспанію — 7, Англію — 3, Аргентину та Нідерланди — по 2, Італію, Бразилію, Францію, Португалію, Німеччину, Того, росію, Камерун, Кот-д'Івуар, Сербію та Швецію — по 1 гравцю.
- Вперше в анкетах респондентів були згадані представники Того та Сербії. Загальна кількість країн чиї представники потрапляли в загальний залік опитувань досягла 50.
- 23 роки поспіль в заліку опитувань відсутні представники Угорщини, 21 років поспіль — Шотландії, по 14 — Бельгії та Австрії, 10 — Хорватії.
- Італія — 23 роки поспіль представлена у заліку опитувань, що є поточним найкращим показником серед усіх країн. До речі рекорд належить Німеччині — 47 поспіль потраплянь у заліки опитувань, другий найкращий показник належить Італії — 25 поспіль потраплянь.
- Усього за 53 роки вручення нагороди найчастіше згадувалися в анкетах хоча б одного разу футболісти Італії — у 51 опитуванні, німецькі гравці згадувалися у 50 опитуваннях, футболісти Англії та Франції — у 48, Іспанії — у 46, Нідерландів — у 37, Португалії — у 35, Швеції — у 33, Югославії — у 30, СРСР — у 29, Данії та Бельгії — у 24, Шотландії та Болгарії — у 23, Угорщини — у 20 опитуваннях.
- Німецькі футболісти найчастіше потрапляли в загальний залік опитувань — 173 рази, італійські — 169, англійські — 134, французькі — 119, нідерландські — 92, іспанські — 91, радянські — 66, португальські — 60, угорські — 50, шведські — 49, бразильські — 47, югославські — 46, данські — 44 рази.
- Вшосте лауреатом трофея став представник англійської першості. Лідером за цим показником залишався італійський чемпіонат — 18 трофеїв, в іспанської першості було 12 трофеїв, у німецької — 9, англійської — 6 трофеїв.
- Кріштіану Роналду став четвертим в історії гравцем «Манчестер Юнайтед», після Лоу (1964), Чарлтона (1966) та Беста (1968), який виграв цей трофей.
- Представник «Манчестер Юнайтед» виграв нагороду вперше за 40 років. Це четвертий трофей для «Манчестер Юнайтед». Лідерами за цим показником залишаються «Мілан» та «Ювентус» — по 8 трофеїв. По 6 нагород було у «Барселони» та «Реала», 5 — у «Баварії», 4 — у Манчестер Юнайтед.
- Всього в анкетах були згадані гравці з 14 клубів, серед них найбільше було представників «Манчестер Юнайтед» — 4, «Барселони», «Челсі» та мадридського «Реала» — по 3, «Ліверпуля» та «Арсенала» — 2 гравці.
- Всього за 53 роки проведення опитувань в анкетах загалом були згадані 658 футболістів зі 191 клубу. Футболісти «Ювентуса» були згадані хоча б одного разу у 43 опитуваннях, мадридського «Реала» — у 41 опитуванні, «Барселони» — у 39, «Мілана» — у 38, «Манчестер Юнайтед» — у 37, «Інтернаціонале» — у 36, «Баварії» — у 35, «Ліверпуля» — у 22, «Аякса» — у 21, «Фіорентіни» та «Тоттенгем Готспур» — у 19, «Кельна» та «Арсенала» — у 17, «Олімпік» (Марсель) — у 16, «Роми», «Црвени Звезди» та «Бенфіки» — у 15, празької «Дукли», «Гамбурга» та київського «Динамо» — у 14 опитуваннях.
- Лідером за кількістю футболістів, які фігурували в опитуваннях щотижневика «Франс Футбол» був мадридський «Реал» — 40 гравців, «Ювентус» представляли 39 гравців, «Мілан» — 35 гравців, «Барселону» та «Манчестер Юнайтед» — по 34, «Інтернаціонале» — 24, «Аякс», «Баварію» та «Ліверпуль» — по 21, «Арсенал» — 15,«Лаціо» — 14, «Кельн», марсельський «Олімпік» та «Челсі» — по 13, київське «Динамо» — 12, «Бенфіку» — 11 футболістів.
- Вперше в історії опитувань був згаданий футболіст «Зеніта» (Андрій Аршавін). Загальна кількість клубів чиї представники потрапляли в загальний залік опитувань досягла 191.
- Вперше в анкетах респондентів були згадані 9 футболістів, зокрема: Фернандо Торрес, Хаві, Андрій Аршавін, Маркос Сенна, Еммануель Адебайор, Серхіо Агуеро, Неманя Видич, Серхіо Рамос та Едвін ван дер Сар.
- Загалом 658 згаданих в анкетах гравців за історію проведення опитувань представляли 50 країн. Лідерами за кількістю таких футболістів були Німеччина — 59, а також Італія — 58 та Англія — 55 гравців. У десятку лідерів також входили Франція — 48, Іспанія — 46, Нідерланди — 36, СРСР — 29, Югославія — 25, Швеція та Португалія — по 23 гравці.
- Рекордсменами за кількістю потраплянь у заліки опитувань залишалися Франц Бекенбауер та Йоган Кройф — в обох по 12, у Еусебіу, Мішеля Платіні, Зінедіна Зідана та Паоло Мальдіні було по 11, у Льва Яшина, Джанні Рівери, Герда Мюллера та Мікаеля Лаудрупа  — по 10, у Боббі Чарлтона, Сандро Маццоли — було по 9 потраплянь. Серед діючих гравців найбільше потраплянь у заліки опитувань було у Тьєррі Анрі та Рауля — по 8.
- Лідером за кількістю потраплянь у чільну п'ятірку залишався Франц Бекенбауер — 10 разів, далі розташовувалися Мішель Платіні — 8, Йоган Кройф — 7, Еусебіу та Зінедін Зідан — по 6, а також Карл-Гайнц Румменігге, Луїс Суарес, Андрій Шевченко та Тьєррі Анрі — по 5 разів.
- Франц Бекенбауер також залишався лідером за кількістю потраплянь у 10-ку найкращих — 11 разів, за ним розташовувалися Мішель Платіні та Йоган Кройф — по 9, Еусебіу, Джанні Рівера та Герд Мюллер — по 8, Боббі Чарлтон, Карл-Гайнц Румменігге, Зінедін Зідан та Тьєррі Анрі — по 7 разів.
- На відміну від попередніх років, у 2008 році «Франс Футбол» не склав свою символічну збірну.